# Istref Haxhillari
Istref Haxhillari (ur. w Pogradcu) – albański prozaik i nauczyciel, z wykształcenia fizyk.

## Życiorys
W 1977 roku ukończył studia fizyczne na Państwowym Uniwersytecie Tirany, a w 1985 roku ukończył studia podyplomowe z tej dziedziny. Pracował jako nauczyciel, następnie pełnił funkcję dyrektora jednej ze szkół.
W 2014 roku został honorowym obywatelem miejscowości Trebinjë oraz Pogradec.
Żonaty, ojciec trzech dzieci.

## Książki[1]
- Përthyerje (2007)
- Pesha e kohës (2008)
- Bari i ujkut (2009)
- Ëndrrat kryqëzojnë kohën (2009)
- Hapësirat rrallohen prej dhimbjes (2010)
- Grinata (2011)
- Pretenca (2014)
- Pakt me të hënën (2015)
- nata e syve blu (2018)
- “Një grusht fat (2019)
- Mërmërima e kroit të moçëm  (2021)
- Hije në mur (2021)